# 74 Galatea
För andra betydelser, se Galatea (olika betydelser).
74 Galatea eller A908 OC är en asteroid upptäckt 29 augusti 1862 av den tyske astronomen E. W. Tempel vid Marseille-observatoriet. Asteroiden har fått sitt namn efter Galatea, en havsnymf inom grekisk mytologi.
En ockultation av en stjärna observerades 8 september 1987.
Galatea är också ett namn på en av Neptunus månar.